# Fitos László
Fitos László (Budapest, 1987. február 27. –) magyar labdarúgó, középpályás. Ő lőtte három év után a Ferencváros első gólját az első osztályban és egyben a zöld-fehérek első gólját a 2009–2010-es bajnokságban.
2012 januárjában a másodosztályú - NB1-es feljutásért harcoló - Gyirmót FC-hez szerződött. Később az NB3-as Rákosmente KSK labdarúgója volt.

## Külső hivatkozások
- Fitos László hivatalos adatlapja a Ferencvárosi TC honlapján
- Fitos adatlapja a HLSZ.hu-n